# Funky (Gene Ammons)
Funky è un album di Gene Ammons, pubblicato dalla Prestige Records nel 1957. I brani furono registrati l'11 gennaio 1957 al Van Gelder Studio di Hackensack, New Jersey (Stati Uniti).

## Tracce
Lato A
1. Funky – 9:01 (Kenny Burrell)
2. Pint Size – 12:23 (Jimmy Mundy)

Lato B
1. Stella by Starlight – 8:57 (Ned Washington, Victor Young)
2. King Size – 9:16 (Jimmy Mundy)

## Musicisti
- Gene Ammons - sassofono tenore
- Jackie McLean - sassofono alto
- Art Farmer - tromba
- Kenny Burrell - chitarra
- Mal Waldron - pianoforte
- Doug Watkins - contrabbasso
- Art Taylor - batteria